# ピータッチ キューブ
ピータッチ キューブ（P-TOUCH CUBE）は、ブラザー工業が製造・販売している、ピータッチシリーズに属するスマホ連動型のラベルプリンター。

## 概要
『暮らしを楽しむラベルライター』をコンセプトに、現代の暮らしにフィットしたラベリングができる点が特徴である。本製品とスマホの専用アプリをBluetoothを介して接続することで、簡単にラベリングができる。ラベル自体も、豊富な色や素材のテープ・リボンが販売されていることから、シーンに合わせて自分好みにラベリングを楽しむことができる。
ラベルのおしゃれさに加えて、ラベルライター本体も白を基調としたキューブ型のシンプルなデザインである。
上記の理由から主に女性を中心にヒットし、Instagramで「#ピータッチキューブ」の投稿が多数なされたことから、同製品の知名度が高まったと思われる。
2017年度にハウスキーピング協会が主催する「シンプルスタイル大賞2017」のプロダクト部門で金賞を受賞した。
2020年度にPT-P910BTはグッドデザイン賞受賞対象の中で、審査委員会により特に高い評価を得た100件に与えられる、「グッドデザイン・ベスト100」に選出された。

## 製品
2021年時点で、以下の3機種が販売されている。
PT-P300BT
2016年10月に発売された。製品サイズは6.1×11.5×11.5 cm、重量は380 g。12 mm幅のテープに対応。本機のみ、パソコン接続は非対応。
PT-P710BT
2018年2月に発売された。製品サイズは6.7×12.8×12.8 cm、重量は640 g。12, 18, 24 mm幅のテープに対応。
PT-P910BT
2020年7月に発売された。製品サイズは9.4×13.8×13.8 cm、重量は1.17 kg。12, 18, 24，36 mm幅のテープに対応。